# Eternal Flame
Eternal Flame is een nummer van The Bangles. Het is de tweede single van hun derde studioalbum Everything uit 1988. Op 23 januari 1989 werd het nummer op single uitgebracht.

## Achtergrond
Het nummer is een ballad, die gaat over een liefde die nooit meer voorbijgaat; oftewel een eeuwige vlam die nooit dooft. Bangles-zangeres Susanna Hoffs heeft op de Britse BBC televisie, in het programma The Graham Norton Show, verteld dat ze "Eternal Flame" naakt heeft ingezongen. De producer had haar daartoe overgehaald door te vertellen dat Olivia Newton-John dat ook eens voor een album had gedaan.
De single werd een wereldwijde hit. In veel landen werd de nummer 1-positie behaald, waaronder in Australië en Ierland. Ook in de Amerikaanse Billboard Hot 100 en de Britse UK Singles Chart kwam het op de eerste plaats terecht. In Canada werd de tweede positie bereikt, in Nieuw-Zeeland en Duitsland de vierde, en in de de Eurochart Hot 100 de tweede plaats. Ook in Nederland werd de single een nummer 1-hit in zowel de Top 40 als de Nationale Hitparade Top 100 en groeide het uit tot de hit van het jaar 1989. In Vlaanderen bereikte de single eveneens de nummer 1-positie in zowel de voorloper van de Ultratop 50 als de Radio 2 Top 30.

## Hitnoteringen

### Nederlandse Top 40
| Hitnotering: 18-03-1989 t/m 01-07-1989 | Hitnotering: 18-03-1989 t/m 01-07-1989 | Hitnotering: 18-03-1989 t/m 01-07-1989 | Hitnotering: 18-03-1989 t/m 01-07-1989 | Hitnotering: 18-03-1989 t/m 01-07-1989 | Hitnotering: 18-03-1989 t/m 01-07-1989 | Hitnotering: 18-03-1989 t/m 01-07-1989 | Hitnotering: 18-03-1989 t/m 01-07-1989 | Hitnotering: 18-03-1989 t/m 01-07-1989 | Hitnotering: 18-03-1989 t/m 01-07-1989 | Hitnotering: 18-03-1989 t/m 01-07-1989 | Hitnotering: 18-03-1989 t/m 01-07-1989 | Hitnotering: 18-03-1989 t/m 01-07-1989 | Hitnotering: 18-03-1989 t/m 01-07-1989 | Hitnotering: 18-03-1989 t/m 01-07-1989 | Hitnotering: 18-03-1989 t/m 01-07-1989 | Hitnotering: 18-03-1989 t/m 01-07-1989 | Hitnotering: 18-03-1989 t/m 01-07-1989 |
| Week                                   | 1                                      | 2                                      | 3                                      | 4                                      | 5                                      | 6                                      | 7                                      | 8                                      | 9                                      | 10                                     | 11                                     | 12                                     | 13                                     | 14                                     | 15                                     | 16                                     |                                        |
| -------------------------------------- | -------------------------------------- | -------------------------------------- | -------------------------------------- | -------------------------------------- | -------------------------------------- | -------------------------------------- | -------------------------------------- | -------------------------------------- | -------------------------------------- | -------------------------------------- | -------------------------------------- | -------------------------------------- | -------------------------------------- | -------------------------------------- | -------------------------------------- | -------------------------------------- | -------------------------------------- |
| Nummer                                 | 25                                     | 10                                     | 4                                      | 3                                      | 1                                      | 1                                      | 1                                      | 1                                      | 1                                      | 1                                      | 1                                      | 2                                      | 4                                      | 10                                     | 28                                     | 39                                     | uit                                    |

### Nationale Hitparade Top 100
| Hitnotering: 04-03-1989 t/m 15-07-1989 | Hitnotering: 04-03-1989 t/m 15-07-1989 | Hitnotering: 04-03-1989 t/m 15-07-1989 | Hitnotering: 04-03-1989 t/m 15-07-1989 | Hitnotering: 04-03-1989 t/m 15-07-1989 | Hitnotering: 04-03-1989 t/m 15-07-1989 | Hitnotering: 04-03-1989 t/m 15-07-1989 | Hitnotering: 04-03-1989 t/m 15-07-1989 | Hitnotering: 04-03-1989 t/m 15-07-1989 | Hitnotering: 04-03-1989 t/m 15-07-1989 | Hitnotering: 04-03-1989 t/m 15-07-1989 | Hitnotering: 04-03-1989 t/m 15-07-1989 | Hitnotering: 04-03-1989 t/m 15-07-1989 | Hitnotering: 04-03-1989 t/m 15-07-1989 | Hitnotering: 04-03-1989 t/m 15-07-1989 | Hitnotering: 04-03-1989 t/m 15-07-1989 | Hitnotering: 04-03-1989 t/m 15-07-1989 | Hitnotering: 04-03-1989 t/m 15-07-1989 | Hitnotering: 04-03-1989 t/m 15-07-1989 | Hitnotering: 04-03-1989 t/m 15-07-1989 | Hitnotering: 04-03-1989 t/m 15-07-1989 | Hitnotering: 04-03-1989 t/m 15-07-1989 |
| Week                                   | 1                                      | 2                                      | 3                                      | 4                                      | 5                                      | 6                                      | 7                                      | 8                                      | 9                                      | 10                                     | 11                                     | 12                                     | 13                                     | 14                                     | 15                                     | 16                                     | 17                                     | 18                                     | 19                                     | 20                                     |                                        |
| -------------------------------------- | -------------------------------------- | -------------------------------------- | -------------------------------------- | -------------------------------------- | -------------------------------------- | -------------------------------------- | -------------------------------------- | -------------------------------------- | -------------------------------------- | -------------------------------------- | -------------------------------------- | -------------------------------------- | -------------------------------------- | -------------------------------------- | -------------------------------------- | -------------------------------------- | -------------------------------------- | -------------------------------------- | -------------------------------------- | -------------------------------------- | -------------------------------------- |
| Nummer                                 | 75                                     | 54                                     | 21                                     | 5                                      | 3                                      | 3                                      | 1                                      | 1                                      | 1                                      | 1                                      | 1                                      | 1                                      | 1                                      | 2                                      | 4                                      | 9                                      | 11                                     | 16                                     | 32                                     | 72                                     | uit                                    |

### NPO Radio 2 Top 2000
| Nummer met noteringen in de NPO Radio 2 Top 2000 | '99 | '00 | '01 | '02 | '03 | '04 | '05 | '06 | '07 | '08 | '09 | '10 | '11 | '12 | '13 | '14 | '15 | '16 | '17 | '18  | '19  | '20  | '21  | '22  | '23  | '24  |
| ------------------------------------------------ | --- | --- | --- | --- | --- | --- | --- | --- | --- | --- | --- | --- | --- | --- | --- | --- | --- | --- | --- | ---- | ---- | ---- | ---- | ---- | ---- | ---- |
| Eternal Flame                                    | 96  | 138 | 104 | 199 | 244 | 205 | 334 | 440 | 383 | 295 | 431 | 427 | 546 | 835 | 814 | 666 | 774 | 662 | 775 | 1120 | 1300 | 1278 | 1264 | 1311 | 1196 | 1421 |

1. ↑  Een vetgedrukt getal geeft de hoogste notering aan.

## Atomic Kitten
Het nummer is vele malen gecoverd. In de zomer van 2001 coverde de Britse meidengroep Atomic Kitten het nummer. Het was de zesde single van hun debuutalbum Right Now.
Ook de versie van Atomic Kitten bestormde wereldwijd de hitlijsten. In thuisland het Verenigd Koninkrijk, Nieuw-Zeeland en in de Vlaamse Ultratop 50 werd het een nummer 1-hit. In Nederland bereikte deze versie de negende positie in de Top 40 en de zesde positie in de Mega Top 100.

### Hitnoteringen

#### Nederlandse Top 40
| Hitnotering: 18-08-2001 t/m 13-10-2001 | Hitnotering: 18-08-2001 t/m 13-10-2001 | Hitnotering: 18-08-2001 t/m 13-10-2001 | Hitnotering: 18-08-2001 t/m 13-10-2001 | Hitnotering: 18-08-2001 t/m 13-10-2001 | Hitnotering: 18-08-2001 t/m 13-10-2001 | Hitnotering: 18-08-2001 t/m 13-10-2001 | Hitnotering: 18-08-2001 t/m 13-10-2001 | Hitnotering: 18-08-2001 t/m 13-10-2001 | Hitnotering: 18-08-2001 t/m 13-10-2001 | Hitnotering: 18-08-2001 t/m 13-10-2001 |
| Week                                   | 1                                      | 2                                      | 3                                      | 4                                      | 5                                      | 6                                      | 7                                      | 8                                      | 9                                      |                                        |
| -------------------------------------- | -------------------------------------- | -------------------------------------- | -------------------------------------- | -------------------------------------- | -------------------------------------- | -------------------------------------- | -------------------------------------- | -------------------------------------- | -------------------------------------- | -------------------------------------- |
| Nummer                                 | 26                                     | 13                                     | 9                                      | 9                                      | 10                                     | 11                                     | 17                                     | 24                                     | 35                                     | uit                                    |

#### Mega Top 100
| Hitnotering: 04-08-2001 t/m 17-11-2001 | Hitnotering: 04-08-2001 t/m 17-11-2001 | Hitnotering: 04-08-2001 t/m 17-11-2001 | Hitnotering: 04-08-2001 t/m 17-11-2001 | Hitnotering: 04-08-2001 t/m 17-11-2001 | Hitnotering: 04-08-2001 t/m 17-11-2001 | Hitnotering: 04-08-2001 t/m 17-11-2001 | Hitnotering: 04-08-2001 t/m 17-11-2001 | Hitnotering: 04-08-2001 t/m 17-11-2001 | Hitnotering: 04-08-2001 t/m 17-11-2001 | Hitnotering: 04-08-2001 t/m 17-11-2001 | Hitnotering: 04-08-2001 t/m 17-11-2001 | Hitnotering: 04-08-2001 t/m 17-11-2001 | Hitnotering: 04-08-2001 t/m 17-11-2001 | Hitnotering: 04-08-2001 t/m 17-11-2001 | Hitnotering: 04-08-2001 t/m 17-11-2001 | Hitnotering: 04-08-2001 t/m 17-11-2001 | Hitnotering: 04-08-2001 t/m 17-11-2001 |
| Week                                   | 1                                      | 2                                      | 3                                      | 4                                      | 5                                      | 6                                      | 7                                      | 8                                      | 9                                      | 10                                     | 11                                     | 12                                     | 13                                     | 14                                     | 15                                     | 16                                     |                                        |
| -------------------------------------- | -------------------------------------- | -------------------------------------- | -------------------------------------- | -------------------------------------- | -------------------------------------- | -------------------------------------- | -------------------------------------- | -------------------------------------- | -------------------------------------- | -------------------------------------- | -------------------------------------- | -------------------------------------- | -------------------------------------- | -------------------------------------- | -------------------------------------- | -------------------------------------- | -------------------------------------- |
| Nummer                                 | 70                                     | 34                                     | 22                                     | 13                                     | 7                                      | 6                                      | 8                                      | 10                                     | 14                                     | 17                                     | 25                                     | 33                                     | 38                                     | 46                                     | 64                                     | 77                                     | uit                                    |